# Scrilla
Scrilla (in sloveno Skrilje) è un paese della Slovenia, insediamento (naselje) del comune di Aidussina.
La località , che si trova a 150.8 metri s.l.m. ed a 19.9 kilometri dal confine italiano, è situata al centro della Valle del Vipacco, sulla strada Aidussina – Nova Gorica. È capoluogo di una delle 28 comunità locali in cui si suddivide il comune.
 
L'insediamento è formato anche da altri agglomerati: Ruštji e Bajči.

## Geografia fisica

### Alture principali
Mišje brdo, mt 165

### Corsi d'acqua
Skrivšek, Curlja.

## Storia
In epoca asburgica Scrilla fu comune catastale autonomo della Contea di Gorizia e Gradisca (a sua volta inserita dapprima nel Regno d'Illiria e poi dal 1849 nel Litorale austriaco). La località era nota con il toponimo italiano di Scrilla (o Skrilla) e con quello sloveno di Skrilje (o Skrilja). In seguito il comune si allargò, includendo anche il vicino comune catastale di San Tomaso (in tedesco Sankt Thomas, in sloveno Šent Tomaž). Dal punto di vista amministrativo venne incluso nel distretto giudiziario di Aidussina e in quello politico di Gorizia.
Nel 1920, in seguito alla prima guerra mondiale e al Trattato di Rapallo, entrò a far parte del Regno d'Italia. Il nome del paese venne inizialmente modificato in Scrilie, ridivenendo successivamente Scrilla. Dal punto di vista amministrativo venne inquadrato nel 1923 nel Circondario di Gorizia della Provincia del Friuli, per poi passare nel 1927 alla ricostituita Provincia di Gorizia. La circoscrizione territoriale rimase la medesima che in epoca asburgica, includendo la frazione di San Tommaso/San Tommaso di Scrilla (Šveti Tomaž). Scrilla fu comune autonomo fino al 1928, quando fu soppresso e aggregato a Santa Croce di Aidussina.
Nel 1947, in seguito alla seconda guerra mondiale e ai Trattati di Parigi, passò alla Jugoslavia. Dal 1991 fa parte della Slovenia.